# Antonov An-32

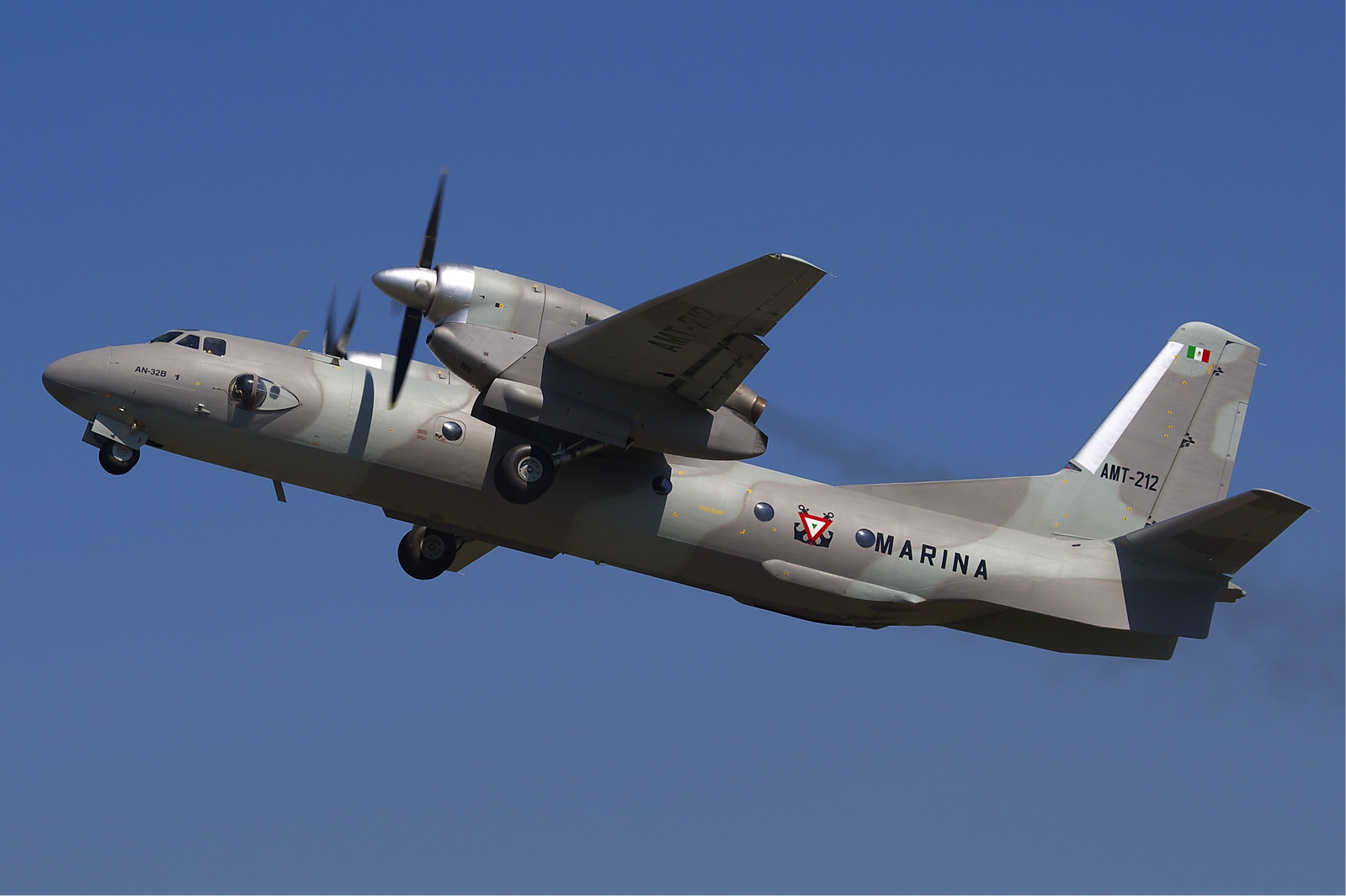
An-32B de la Armada de México aterrizando en el Aeropuerto Internacional de Kiev (Zhuliany).

El Antonov An-32 (designación OTAN: Cline) es un avión de transporte táctico bimotor turbohélice desarrollado a partir del Antonov An-26. Básicamente se trata de una versión repotenciada de este, al que se le han instalado nuevos motores que mejoran sus prestaciones cuando opera en lugares cálidos y/o situados a gran altitud.aeronave de militar  

## Diseño y desarrollo
El An-32 es esencialmente un An-26 rediseñado. El cliente de lanzamiento fue la Fuerza Aérea de la India, que ordenó el avión en parte debido a las buenas relaciones entre el entonces líder de la URSS, Leonid Brézhnev, y la entonces líder de la India, Indira Gandhi. El An-32 está diseñado para soportar condiciones climáticas adversas mejor que el estándar An-26. La alta colocación de las góndolas del motor sobre el ala permitió hélices de mayor diámetro, que son impulsadas por motores turbopropulsados Ivchenko AI-20 con capacidad de 5.100 hp, proporcionando casi el doble de potencia que las unidades AI-24 del An-26. El precio estimado para una versión modernizada de An-32 es de 15 millones de dólares.

## Componentes del An-32 RE

### Electrónica
| Sistema      | País | Fabricante | Notas     |
| ------------ | ---- | ---------- | --------- |
| Red de datos |      |            | ARINC 429 |

## Historia operacional
El An-32 tiene excelentes características de despegue en condiciones de calor y/o elevada altitud, hasta + 55 °C (131 °F; 328 K) y 4.500 m (14.800 pies) de elevación, adecuadas para operar como medio de transporte militar táctico medio así como para vuelos civiles: transporte de carga en rutas aéreas de corto y mediano alcance, pasajeros, medevac, extinción de incendios y paracaidismo.

## Variantes
- An-32: Aviones de transporte bimotores.

- An-32A: la primera variante civil, la mayoría de los 36 aviones construidos se entregaron a varias empresas MAP y MOM, para su uso en el transporte de ensamblajes entre plantas.

- An-32B: Versión mejorada

- An-32B-100: versión modernizada del An-32B. MTOW aumentó a 28.5 toneladas, la carga útil aumentó a 7.5 toneladas.

- An-32B-110: Nueva aviónica que permite que los aviones sean operados por dos miembros de la tripulación. Variante de aviónica métrica (rusa).

- An-32B-120: Variante de aviónica imperial (no rusa) de An-32B-110.

- An-32B-300: Versión equipada con motores turbohélices Rolls-Royce AE 2100, que proporcionan 4,600 hp cada uno.

- An-32LL (Laboratorio de vuelo Letayushchaya Laboratoriya): El primer prototipo de An-32 (en realidad Antonov An-26 número 10-06) estaba equipado con un propulsor grande SV-36P de ocho palas del motor D-236 en lugar del AV-68DM estándar en el motor de puerto. Sin embargo, sin mucho éxito, el ruido aumentó significativamente, hasta 115-120 dB, las características no mejoraron mucho.

- An-32MP: Versión de la Patrulla Marina.

- An-32P Firekiller: versión aérea de extinción de incendios. Certificado de tipo de categoría especial otorgado el 10 de marzo de 1995. Se pueden descargar un total de ocho toneladas de líquido de los dos tanques externos simultáneamente o uno después del otro. Las caídas se realizan a 40–50 m sobre el nivel del suelo y 240 a 260 km / h. Puede ser utilizado como un avión de carga cuando no está combatiendo incendios.

- An-32V-200: un crecimiento táctico de aeronaves de transporte / carga del An-32B-100, con aviónica más moderna que permite la operación de dos tripulaciones. Destinado a la exportación; a pesar del interés razonable pocos se han vendido.

- An-32 RE: Versión modernizada del An-32B. MTOW aumentó a 28.5 toneladas, la carga útil aumentó a 7.5 toneladas. Nueva aviónica

## Operadores

### Operadores militares
Afganistán
- Fuerza Aérea Afgana: 7 An-32.

 Angola
- Fuerza Aérea Angoleña: 11 An-32.[5]

 Bangladés
- Fuerza Aérea Bengalí: 4 An-32.[6]

 Colombia
- Ejército Nacional de Colombia: 2 An-32. AN-32A (EJC1146) y AN-32B (EJC1147). Uno de ellos configurado para lanzamiento de paracaidistas y carga. Ambos equipados con sistema ADS-B reglamentario.

 Croacia

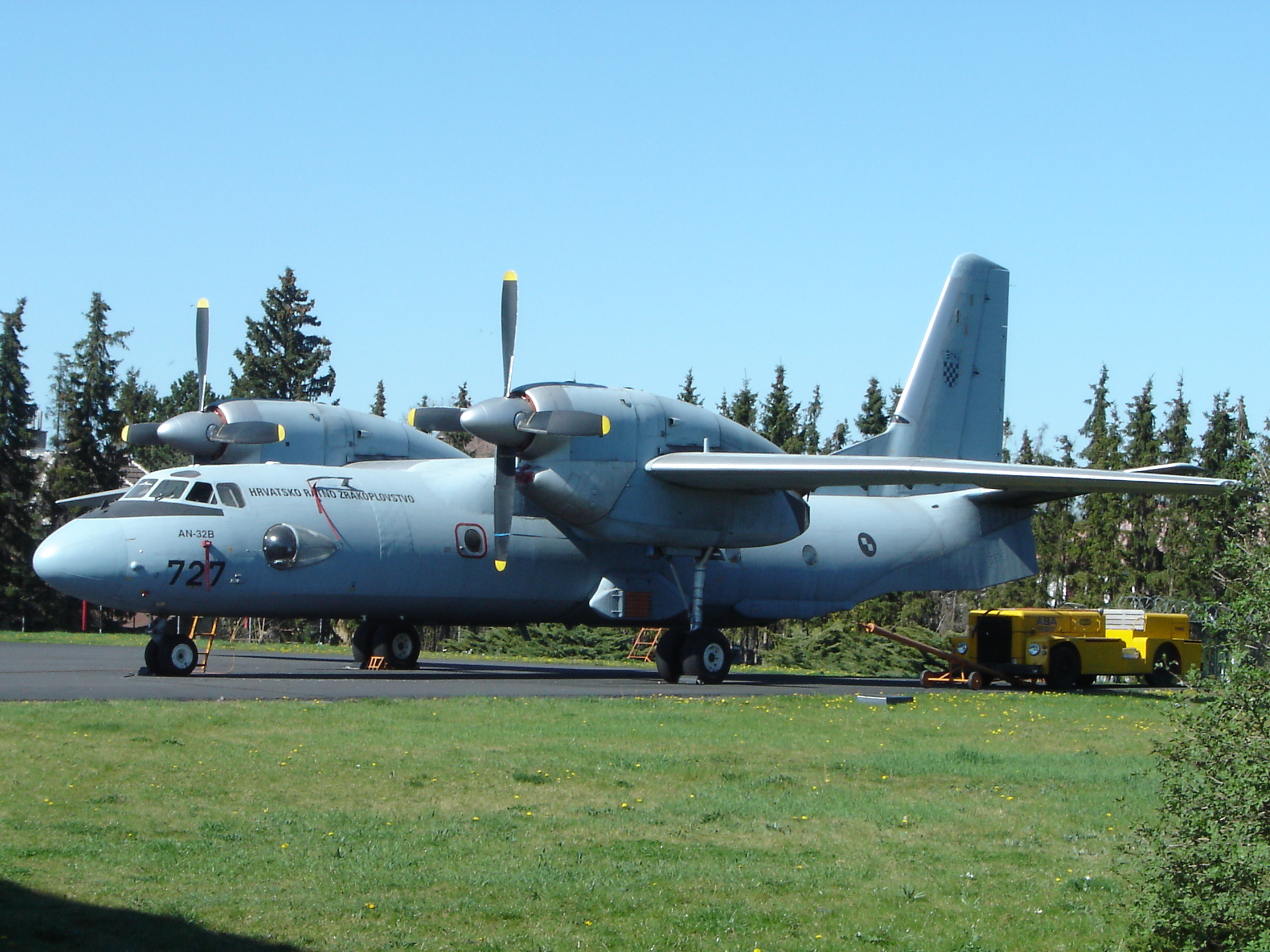
An-32B croata.

- Fuerza Aérea y Defensa Aérea Croata: 2 An-32B, 707 (número de serie 3310) y 727 (2810).[7] En 2004 fueron modernizados, recibiendo equipos de autoprotección y nuevos sistemas de navegación y comunicaciones.[8]

 Emiratos Árabes Unidos
- Fuerza Aérea de los Emiratos Árabes Unidos: 5 An-32 recibidos en 2005.[9]

 Etiopía
- Fuerza Aérea Etíope: 1 An-32.[10]

 India
- Fuerza Aérea India: 118 An-32 recibidos desde 1984.[11] Conocidos localmente como Sutlej (un río del norte del país). Reemplazaron a los Fairchild C-119G de los escuadrones números 12, 19 y 18, los DHC-4 del escuadrón 33 y los C-47 de los 43 y 49. Resultan especialmente útiles por sus características operativas en climas calurosos y zonas de gran altitud.[12] 116 permanecen en servicio en 2008.[13]

 Irak
- Fuerza Aérea Iraquí: 6 An-32B.[14]

 Jordania
- Real Fuerza Aérea Jordana: 1 An-32, registrado 3010.[15]

 Laos
- Fuerza Aérea del Ejército Popular de Liberación Laotiano: al menos 1 An-32, registro RDPL34519.[16]

 Libia
- Fuerza Aérea Libia: 6 An-32P Firekiller antiincendios. 4 recibidos en la primavera de 2003 (registrados 5A-DRC a 5A-DRF)[17] y 2 más recibidos en 2005.[9]

 México
- Fuerza Aérea Mexicana: 4 An-32B recibidos, asignados al Escuadrón Aéreo 301 en la BAM1, Santa Lucía.[18] Uno de ellos, 3103, número de serie 3106, se perdió en un accidente en diciembre de 2006,[19] el número de serie 3104 en otro accidente en junio de 2008 en la Base No.7 durante un entrenamiento y el 24 de noviembre de 2010 se estrelló otro, el número de serie 3101.[20] Fueron reemplazados por 5 CASA C-295M.[21][22][23] El otro ejemplar, número de serie 3102, se conserva y se tiene contemplado que sea exhibido en el Nuevo Museo de Aviación.

- Armada Mexicana: 6 An-32B adquiridos, operados por el 2.º Escuadrón de Patrulla (SEGESPAT), en la Base Aérea Naval de La Paz, Baja California Sur.[24]

 Perú
- Ejército del Perú: 4 An-32B, recibidos en 1995. Uno perdido en un accidente en el año 2004. Tres operativos.
- Fuerza Aérea del Perú: se adquirieron 15 entre 1987 y 1995, como reemplazo de los Antonov An-26. En la actualidad sólo sobreviven un pequeño número de estos aviones y serán remplazados por los C-27J.
- Marina de Guerra del Perú: en 1994 el gobierno peruano adquirió dos An-32B para la Marina de Guerra, asignados al Escuadrón de Transporte Aeronaval. Los dos aviones fueron adquiridos en Hungría y están equipados con racks ventrales que les permiten cargar bombas, torpedos y cargas de profundidad antisubmarinas.

### Operadores gubernamentales
Guinea Ecuatorial

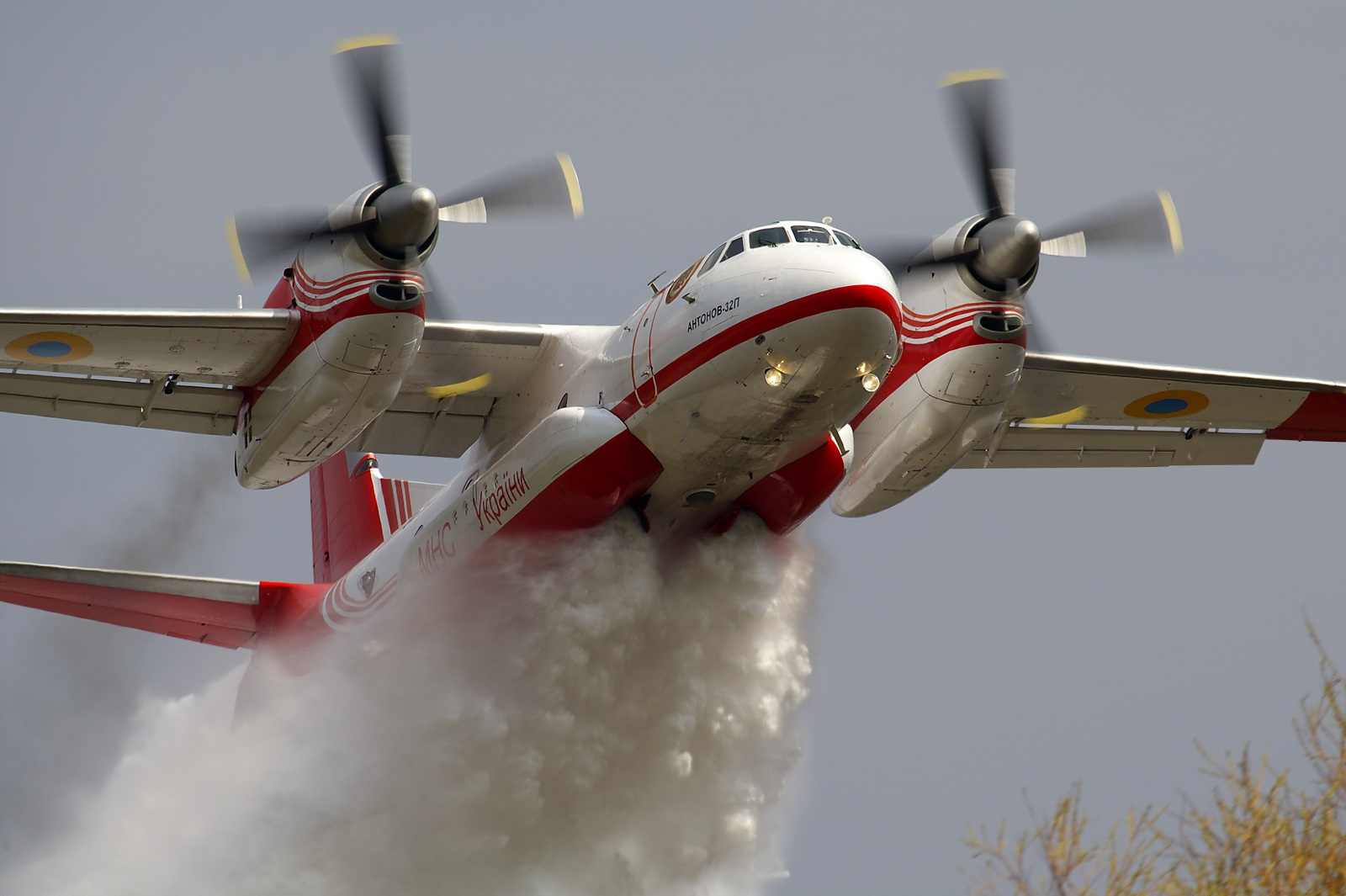
An-32P Firekiller del Ministerio de Situaciones de Emergencia de Ucrania.

- Guardia Nacional Ecuatoguineana: 2 An-32, 3C-5GA y 3C-5GE. Este último, número de serie 16-09 y recibido en julio de 1992, se estrelló el 16 de abril de 2008, muriendo sus 11 ocupantes.[25] Para sustituirlo se ha comprado 1 An-32B, 3C-4GE, número de serie 36-03, que voló por primera vez el 29 de septiembre de 2008.[26]

 Perú
- Policía Nacional del Perú: 7 ejemplares, 5 An-32 [PNP-233, número de serie 2501, PNP-234 (2502), PNP-323, PNP-325 y PNP-345] y 2 An-32B [PNP-227 (3307) y PNP-228 (3308)].[27]

 Sudán
- Policía Sudanesa: 1 An-32B, registrado ST-PAW/203, número de serie 32-09.[28]

 Ucrania
- Ministerio de Situaciones de Emergencia de Ucrania: 4 An-32P Firekiller antiincendios.[29] Registrados 31 a 34 (números de serie 36-08, 36-09, 36-10 y 37-01).

 Colombia
- Aviación del Ejército de Colombia.

## Especificaciones (An-32)
Referencia datos: J W R Taylor, ed. (1988). Jane's All The World's Aircraft,1988-89. Jane's Information Group. ISBN 0-7106-0867-5.

### Características generales
- Tripulación: 3
- Capacidad: 50 pasajeros, 42 paracaidistas, 24 enfermos en camillas más 3 asistentes médicos.
- Longitud: 23,8 m (78 ft)
- Envergadura: 29,2 m (95,8 ft)
- Altura: 8,8 m (28,7 ft)
- Superficie alar: 75 m²
- Peso vacío: 16.800 kg
- Peso útil: 6.700 kg
- Peso máximo al despegue: 27.000 kg
- Planta motriz: 2× turbohélices ZMKB Progress AI-20DM.
  - Potencia: 3812 kW (5112 HP; 5183 CV) cada uno.

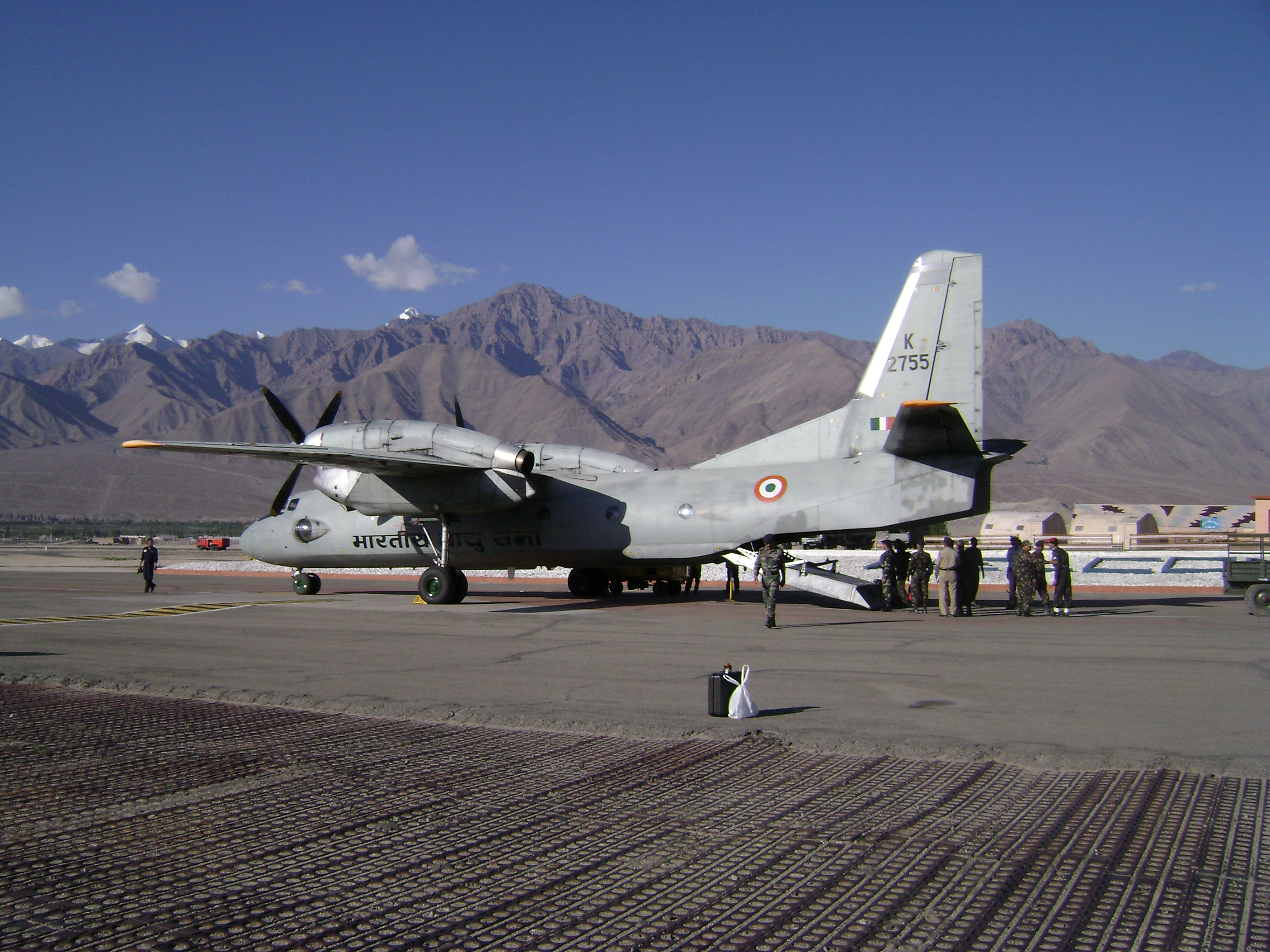
An-32 de la Fuerza Aérea India en la base aérea de Leh.

- Dimensiones de la cabina de carga: 12,48 x 2,30 x 1,84 m

### Rendimiento
- Velocidad máxima operativa (Vno): 540 km/h (336 MPH; 292 kt)
- Velocidad crucero (Vc): 480 km/h (298 MPH; 259 kt)
- Alcance: 2500 km (1350 nmi; 1553 mi)
- Radio de acción: km
- Alcance en combate: km
- Techo de vuelo: 9500 m (31 168 ft)
- Carrera de despegue: 1.360 m a peso máximo.

### Desarrollos relacionados
- Antonov An-26

### Aeronaves similares
- Alenia C-27J Spartan
- CASA CN-235
- Ilyushin Il-112
- LET L-610